# Campionat Nacional guatemalenc de futbol
El Campionat Nacional guatemalenc de futbol fou una competició de Guatemala de futbol.

## Història
El campionat fou diputat entre seleccions regionals, tot i que en la primera edició el club Hércules representà a la selecció de la Lliga Capitalina, tot i ser el subcampió, ja que el campió Allies no va poder-hi participar. Els anys 1920 i 1923 hi va haver dos campionats.

## Historial
- 1919 Hércules
- 1920 No hi va haver campió[1]
- 1920 Selecció de Quetzaltenango
- 1921 Selecció Capitalina (Ciutat de Guatemala)
- 1922 Selecció de Quetzaltenango
- 1923 Selecció Capitalina (Ciutat de Guatemala)
- 1923 Selecció Capitalina (Ciutat de Guatemala)